# Mãe Menininha do Gantois
Maria Escolástica da Conceição Nazaré, conhecida como Mãe Menininha do Gantois (Salvador, Bahia, 10 de fevereiro de 1894 – 13 de agosto de 1986), foi uma ialorixá (mãe-de-santo) brasileira, filha de Oxum. É a mais famosa ialorixá da Bahia e uma das mais admiradas mães-de-santo do país. Foi empossada como ialorixá aos 28 anos, em 18 de fevereiro de 1922.

## Biografia
Maria Escolástica nasceu em Salvador, em 1894, no dia de Santa Escolástica, na Rua da Assembleia, entre a Rua do Tira Chapéu e a Rua da Ajuda, no Centro Histórico de Salvador, tendo como pais Joaquim Assunção  e Maria da Glória Nazareth. Descendente de africanos escravizados, ainda criança foi escolhida para ser Ialorixá (mãe-de-santo) do terreiro Ilê Iá Omi Axé Iamassê, fundado em 1849 por sua bisavó, Maria Júlia da Conceição Nazaré, cujos pais eram originários de Abeocutá, sudoeste da Nigéria.
Foi apelidada de Menininha, talvez por seu aspecto franzino:
| “ | Não sei quem pôs em mim o nome de Menininha… Minha infância não tem muito o que contar… Agora, dançava o candomblé com todos desde os seis anos. | ” |

Foi iniciada no culto dos orixás de Queto aos 8 anos de idade por sua tia-avó e madrinha de batismo, Pulquéria Maria da Conceição (Mãe Pulquéria), chamada Quequerê - em referência à sua posição hierárquica, iaquequerê (Mãe pequena). Menininha seria sua sucessora na função de Ialorixá do Gantois. Com a morte repentina de Mãe Pulquéria, em 1918, o processo de sucessão foi acelerado. Por um curto período, enquanto a jovem se preparava para assumir o cargo, sua mãe biológica, Maria da Glória Nazareth, permaneceu  à frente do Gantois.
Foi a quarta Ialorixá do Terreiro do Gantois e a mais famosa de todas as ialorixá brasileiras. Sucessora de sua mãe, Maria da Glória Nazareth, foi sucedida por sua filha, Mãe Cleusa Millet, que morreu em 16 de outubro de 1998.
| “ | Minha avó, minha tia e os chefes da casa diziam que eu tinha que servir. Eu não podia dizer que não, mas tinha um medo horroroso da missão (...): passar a vida inteira ouvindo relatos de aflições e ter que ficar calada, guardar tudo para mim, procurar a meditação dos encantados para acabar com o sofrimento. | ” |

O terreiro, que inicialmente funcionava na Barroquinha, na zona central de Salvador, foi posteriormente, transferido para o bairro da Federação onde hoje é o Ilê Axé Iá Nassô Ocá, na Avenida Vasco da Gama, do qual Maria Júlia da Conceição Nazaré sua avó também fazia parte. Com o falecimento da ialorixá da Casa Branca Iá Nassô, sucedeu Iá Marcelina da Silva Oba Tossi. Após a morte desta, Maria Júlia da Conceição e Maria Júlia de Figueiredo disputaram a chefia do candomblé, cabendo a Maria Júlia de Figueiredo, que era a substituta legal (iaquequerê), tomar a posse como Mãe do Terreiro.
Maria Júlia da Conceição afastou-se e com as demais dissidentes fundou outra Ilé Axé, o Terreiro do Gantois, instalando-se em terreno arrendado aos Gantois - família de traficantes de escravos e proprietários de terras de origem belga - pelo cônjuge de Maria Júlia, o negro alforriado Francisco Nazareth de Eta. Situado num lugar alto e cercado por um bosque, o local de difícil acesso era bem conveniente numa época em que o candomblé era perseguido pelas forças da ordem. Geralmente, os rituais terminavam subitamente com a chegada da polícia.
Em 1922, através do jogo de búzios, os orixás Oxóssi, Xangô, Oxum e Obaluaiê confirmaram a escolha de Menininha, então com 28 anos. Em 18 de fevereiro daquele ano, ela assumiu definitivamente o terreiro.
| “ | Quando os orixás me escolheram, eu não recusei, mas balancei muito para aceitar. | ” |

A partir da década de 1930, a perseguição ao candomblé foi arrefecendo, mas uma Lei de Jogos e Costumes condicionava a realização de rituais à autorização policial, além de limitar o horário de término dos cultos às 22 horas. Mãe Menininha foi uma das principais articuladoras do término das restrições e proibições. "Isso é uma tradição ancestral, doutor", ponderava a ialorixá diante do chefe da Delegacia de Jogos e Costumes. "Venha dar uma olhadinha o senhor também."
Mãe Menininha abriu as portas do Gantois aos brancos e católicos - uma abertura que, em muitos terreiros, ainda é vista com certo estranhamento. Mas, afinal, a Lei de Jogos e Costumes foi extinta em meados dos anos 1970. "Como um bispo progressista na Igreja Católica, Menininha modernizou o candomblé sem permitir que ele se transformasse num espetáculo para turistas", analisa o professor Cid Teixeira, da Universidade Federal da Bahia.
Nunca deixou de assistir à missa e até convenceu os bispos da Bahia a permitirem a entrada de mulheres nas igrejas, inclusive ela, vestidas com as roupas tradicionais do candomblé.

## Vida pessoal
Aos 29 anos, Menininha casou-se com o advogado Álvaro MacDowell de Oliveira, descendente de escoceses. Com ele teve duas filhas: Cleusa e Carmem.
| “ | Meu marido, quando me conheceu, sabia que eu era do candomblé… A gente viveu em paz porque ele passou a gostar de Candomblé. Mas, quando fui feita Ialorixá, passamos a morar separados. No meu terreiro, eu e minhas filhas; marido não. Elas nasceram aqui mesmo”. | ” |

Em uma entrevista à revista IstoÉ, mãe Carmem contou que ela adorava assistir a telenovelas, sendo que uma de suas preferidas teria sido Selva de Pedra. Era colecionadora de peças de porcelana, louça e de cristais, que guardava com muito zelo. Não bebia Coca-Cola, pois certa vez lhe disseram que a bebida servia para desentupir os ralos de pias, e ela temia que a ingestão da bebida fizesse efeito análogo em si.

## Morte
Mãe Menininha morreu em Salvador, em 13 de agosto de 1986, de causas naturais, aos 92 anos de idade.

## Homenagens
O terreiro está localizado na rua Mãe Menininha do Gantois (antiga rua da Boa Vista, renomeada em 1986), no Alto do Gantois, bairro da Federação, em Salvador.
Após a sua morte, seus filhos deixaram seu quarto intacto, com seus objetos de uso pessoal e ritualísticos. O aposento foi transformado no Memorial Mãe Menininha e é uma das grandes atrações do Gantois.

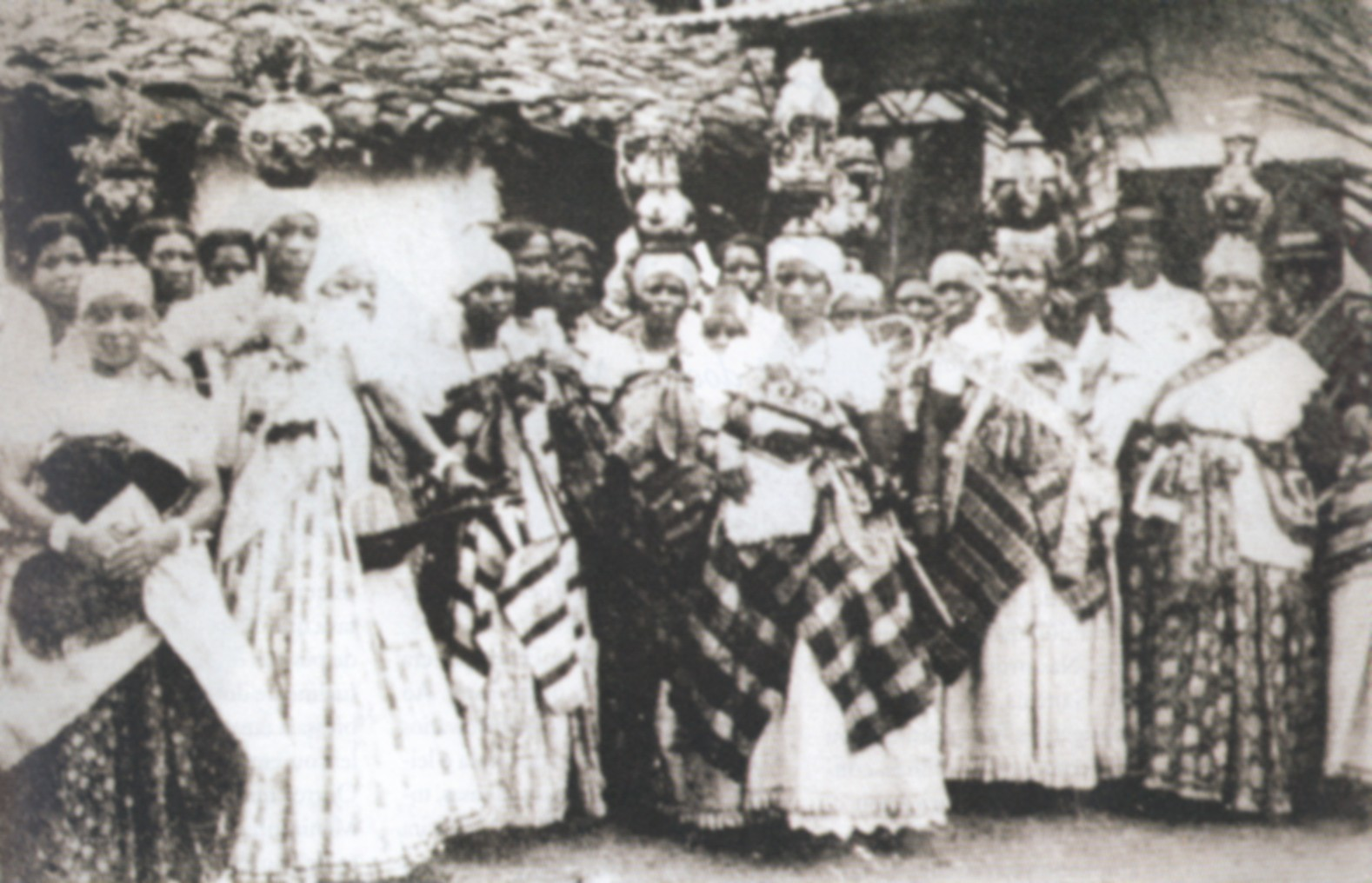
Mãe Menininha, aos 8 anos de idade.

| “ | Ederaldo Gentil e Anísio Félix. "In-Lê-In-Lá", 1976 In-Lê-In-Lá Lá Lá Ê, In-Lê-In-lá, Oilá In-Lê-In-Lá Lá Lá Ê, In-Lê-In-lá Os candomblés estão batendo, foguetes explodem no ar Em louvor a Menininha, senhora, mãe e rainha do Gantois Pelo seu aniversário de cinquentenário de Ialorixá (3x) Ôôô, ÔôÔôôÔô, salve mamãe Oxum, salve meu pai Xangô (2x) Cinquentenário de batalhas, cinquentenário de fé Desde quando recebeu os poderes de Maria dos Prazeres Nazaré Sua vidência se alastrou, iaô iaô iaô ô (2x) Sacerdotisa de uma raça, rainha de uma nação, na luta na defesa dos descrentes, ela sempre estendeu suas mãos Hoje os candomblés estão batendo a seu nome venerar Ia-mi-mojubá, salve o seu axé, seu candomblé do Alto do Gantois (2x) In-Lê-In-Lá Lá Lá Ê, In-Lê-In-lá, Oilá In-Lê-In-Lá Lá Lá Ê, In-Lê-In-lá | ” |

| “ | A beleza do mundo, hein Tá no Gantois E a mãe da doçura, hein Tá no Gantois... Dorival Caymmi. "Oração de Mãe Menininha", 1972. | ” |

No ano de 1976, foi homenageada pela Escola de Samba carioca Mocidade Independente de Padre Miguel, com o enredo "Mãe Menininha do Gantois", do carnavalesco Arlindo Rodrigues. O samba foi interpretado pela cantora Elza Soares e o puxador Ney Vianna:

Já raiou o dia 

A passarela vai se transformar 

Num cenário de magia 

Lembrando a velha Bahia 

E o famoso Gantois 

Arerê, arerá 

Candomblé vem da Bahia 

Onde baixam os orixás 

Oh, meu pai Ogum na sua fé 

Saravá Nanã e Oxumarê 

Xangô, Oxóssi 

Oxalá e Iemanjá 

Filha de Oxum 

Pra nos ajudar 

Vem nos dar axé 

Com os erês dos orixás 

Refrão

Oh, minha mãe 

Menininha 

Vem ver, como toda cidade 

Canta em seu louvor com a Mocidade

A agremiação ficou em terceiro lugar e Mãe Menininha, apesar da idade, se fez presente e ajudou com o "pedido" de licença para realização do enredo, junto aos Orixás.
Há também uma homenagem à Mãe Menininha na música "Bahia, minha preta" composta por Veloso e bastante ouvida na voz de Gal Costa, parte do seu álbum "O Sorriso do Gato de Alice", de 1993. A música canta:
"(...)
Te chamo de senhora
Opô, afonjá
Eros, Dona Lina, Agostinho e Edgar
Te chamo Menininha do Gantoise
Candolina, Marta, Didi, Dodô e Osmar
na linha romântico
(...)"
Em 2017, no carnaval paulista, a Vai-Vai homenageou Mãe Menininha com o enredo No Xirê do Anhembi, a Oxum mais bonita surgiu... Menininha, mãe da Bahia - Ialorixá do Brasil. A escola terminou a disputa em terceiro lugar.